# タンジ
座標: 北緯13度21分 西経16度47分 / 北緯13.350度 西経16.783度
タンジ (Tanji) は、ガンビア共和国南西部の西海岸地方の町。
大西洋に面した漁村である。
この村から3kmのところにタンジ野鳥保護区がある。
2010年の人口は608人だった。